# Franco Ventriglia
Franco Ventriglia (20 de octubre de 1922 - 28 de noviembre de 2012) fue un cantante de ópera que cantó el bajo en todos los grandes de la ópera europea durante los 1950s, 60s, y 70s. Regresó a los EE. UU. en 1978, donde continuó actuando en lugares como el Carnegie Hall, y viajó para presentarse en el sudeste asiático, hasta su retiro en 2001 a los 79 años.